# Marjorie Rambeau
Marjorie Burnet Rambeau (San Francisco, 15 juli 1889 – Palm Springs, 6 juli 1970) was een Amerikaanse actrice. Ze begon met acteren in het theater en verscheen in verschillende stomme films, voor ze in 1930 succesvol overstapte naar de geluidsfilm.

## Biografie
Rambeau werd geboren in San Francisco als dochter van Marcel Rambeau en Lilian Garlinda Kindelberger. Haar vader was een zakenman, haar moeder was een van de eerste vrouwelijke artsen in Californië. Haar acteercarrière begon in het theater op 12-jarige leeftijd. Ze maakte haar Broadway-debuut op 10 maart 1913, in een try-out van Willard Macks toneelstuk Kick In.
In haar jonge jaren was ze een leading lady op Broadway. Ze verscheen vanaf 1917 in een aantal stomme films van Mutual Film, waaronder Mary Moreland en The Greater Woman. Deze films braken weinig potten, maar ze raakte erdoor wel bekend bij een breder publiek. Tegen de tijd dat de geluidsfilms opkwamen was ze begin 40 en begon ze bijrollen te spelen in films zoals The Secret Six (1931) met Wallace Beery, Jean Harlow en Clark Gable, Laughing Sinners (1931) met Joan Crawford en Clark Gable en Primrose Path (1940) met Ginger Rogers en Joel McCrea, waarvoor ze genomineerd werd voor de Oscar voor beste vrouwelijke bijrol.
In 1945 was ze betrokken bij een verkeersongeval waarbij haar zus om het leven kwam en haar beide benen op meerdere plaatsen gebroken waren. Rambeau onderging verschillende operaties en kon haar professionele carrière pas in 1948 hervatten. In 1958 gaf ze toe dat ze door de voortdurende pijn verslaafd was geraakt aan pillen.
Voor haar rol in Torch Song (1953) werd ze opnieuw genomineerd voor de Oscar voor beste vrouwelijke bijrol. Haar laatste film was Man of a Thousand Faces (1957), daarna trok ze zich met haar derde echtgenoot terug uit het publieke leven.
Rambeau was drie keer getrouwd en had geen kinderen. Ze trouwde voor het eerst in 1913 met de Canadese schrijver, acteur en regisseur Willard Mack. Ze scheidden in 1917. Ze trouwde vervolgens in 1919 met acteur Hugh Dillman McGaughey, een huwelijk dat in 1923 eveneens eindigde in een scheiding. Rambeau's laatste huwelijk was met Francis Asbury Gudger in 1931, ze bleven samen tot zijn dood in 1967.
Voor haar bijdrage aan de filmindustrie kreeg Rambeau een ster op de Hollywood Walk of Fame. Rambeau overleed in 1970 op 80-jarige leeftijd in haar huis in Palm Springs. Ze werd begraven op Desert Memorial Park in Cathedral City.